# Bielowo (rejon kamieniecki)
Bielowo (biał. Бялёва) – wieś na Białorusi w obwodzie brzeskim, w rejonie kamienieckim, w sielsowiecie Dymitrowicze.
Bielowo leży 4 km na północny zachód od Kamieńca, 43 km na północ od Brześcia, 31 km od stacji kolejowej Wysoka-Litowsk na linii Brześć-Białystok.